# 観音院 (堺市)
観音院（かんのんいん）は、大阪府堺市南区にある高野山真言宗の寺院。

## 歴史
天平年間（729年-749年）に行基による開基と伝わり、阿弥陀如来を本尊とし厳室山極楽寺と号した。
空海が滞在した際、十一面観音を彫り当寺に安置し、寺号を現在の岩室山観音院と改めたとされる。
当初の大伽藍は度重なる戦火で灰燼に帰したが、阿弥陀如来や十一面観音はその度に難を逃れ、慶安3年（1650年）に三度目の本堂を建立し、現在に至る。

## 文化財
大阪府指定文化財
- 十一面観音立像 - 平安時代の作。秘仏であり、8月10日の千日祭のときのみ公開される[1]。
- 阿弥陀如来坐像 - 平安時代後期の作[2]。

## 行事
- 星祭会（節分）
- 初午祭（2月）
- 釈尊降誕祭・花祭（4月8日）
- 千日法会（8月10日）
- 観音講例祭（毎月18日）